# Museu d'Història de l'Art de Viena
El Museu d'Història de l'Art de Viena, oficialment i en alemany Kunsthistorisches Museum, és un museu situat a l'avinguda Ringstraße de Viena. És un dels primers museus de belles arts i arts decoratives del món. El terme Kunsthistorisches Museum s'aplica tant a la institució com a l'edifici principal.
Es va inaugurar el 1891 per l'emperador Francesc Josep I d'Àustria de l'Imperi Austrohongarès.
L'obra de construcció va començar el 1771, al mateix temps que el Museu d'Història Natural. Els dos museus tenen exteriors idèntics i estan un enfront d'un altre a banda i banda de la Plaça de Maria Teresa.
Ambdós edificis, concebuts en estil neobarroc, van ser erigits d'acord amb els plans dissenyats per Gottfried Semper i Karl Freiherr von Hasenauer. Els dos museus de la Ringstraße van ser encarregats per l'emperador per a trobar un allotjament adequat per a la col·lecció d'art dels Habsburg i fer-la accessible al gran públic.
La façana es va edificar de pedra arenisca. Té planta rectangular, i acaba en una cúpula de 60 metres d'alt. Està coronat per una estàtua colossal d'Atena.
L'interior de l'edifici està luxosament decorat amb marbre, ornamentació d'estuc, pa d'or, i pintures, fent d'ell una obra d'art per si mateix.
Les col·leccions del Museu d'Història de l'Art de Viena inclouen pintures i escultures; antigüitats egípcies, orientals, gregues i romanes. Hi destaquen els objectes procedents de les excavacions austríaques a Efes. S'hi exposen objectes d'orfebreria, ivoris, petits bronzes, tapissos, monedes, armes, armadures, instruments musicals i fins i tot autòmats. La col·lecció de pintura alberga la millor col·lecció mundial de Rubens i el seu cercle, juntament amb la del Museu del Prado, així com diversos retrats essencials de Velázquez. El grup de pintures de Brueghel el Vell conté al voltant d'un terç de tota la producció d'aquest artista.
Part de les col·leccions no s'exposen a l'edifici principal sinó a l'extensió al veí palau de Hofburg, concretament a l'edifici anomenat Neue Burg. Així mateix, el museu té cura d'altres col·leccions relacionades amb el patrimoni imperial conservades en altres indrets.

## Obres destacades
- Retrat del cardenal Niccolò Albergati, de Jan Van Eyck
- David amb el cap de Goliat, de Caravaggio
- Retrat d'un home sense barba, de Hans Maler
- Adoració de la Trinitat o Retaule de tots els sants, de Dürer
- Madonna del Prato, de Rafael
- Retrat d'Isabel d'Este, de Ticià
- Ganímedes raptat per l'àguila, de Correggio
- Al·legoria de l'art de la pintura, L'art de la pintura o Al·legoria de la pintura, de Johannes Vermeer
- Hélène Fourment amb abric de pells, de Rubens
- El príncep Felip Pròsper i La infanta Margarita en blau, de Diego Velázquez
- Autoretrat, de Rembrandt
- La batalla entre Carnestoltes i Quaresma, de Brueghel
- La torre de Babel, de Brueghel
- La boda camperola, de Brueghel
- Els caçadors en la neu, de Brueghel
- L'estiu, d'Arcimboldo
- Teseu i el Centaure, d'Antonio Canova
- Saler de Benvenuto Cellini
- Gemma Augustea